# Louie og company
Louie og company er en amerikansk TV-serie, baseret på stand-up materiale fra komikeren Louie Anderson og hans historier som barn, om at vokse op i Wisconsin i USA, sammen med sine adskillige brødre og søstre. Serien kørte i Danmark, Norge og Sverige fra 1998 på den nu nedlagte tv-kanal – Fox Kids.

## Karakterer
- Louis "Louie" Anderson (på dansk: Louie Andersen) – Hovedperson; overvægtig 8-årig dreng, der lever i Wisconsin.
- Andrew "Andy" Anderson ((på dansk: Anton Andersen) – Louies neurotiske far. Han påstår at han er krigsveteran fra 2. verdenskrig i 1940'erne, men i det 29. afsnit, "Military Reunion", finder man ud af at Anton bare var en kok. Meget af Antons humor er ofte underbevidst komisk, og han anvender tit sarkasme for at få sit budskab frem. Han brokker sig konstant og er den dominerende i familien. Selvom han ikke lever op til særlig mange af sine pralehistorier fra krigen, var han i sine unge år en yderst god skakspiller. På grund af sit upassende talent forklædte han sig altid til de mesterskaber han deltog i.
- Ora Shermann Anderson (på dansk: Oda Andersen) – Louies kraftigt byggede, søde og naturlige mor. Hun er hjemmegående husmor og er ofte nødt til at bede Anton om at køle ned når han mister sit temperament.
- Tommy Anderson – Louies yngste bror. Han er fem år, og altid godtroende over Louies skøre historier.
- Glen Glenn – Louie klasse kammerart. En stor tyk og stærk dreng, der mobber Louise hver gang han har chance for det.
- Henrietta Shermann – Louies bedstemor, mor til Oda. Anton finder hende utroligt ulidelig, og Louie er til at starte med meget bange for hende, men udvikler gennem serien et stærkt venskab med hende. Hun dør i en af de sidste afsnit.
- Chili – Louies overvægtige guldfisk.
- Sid Anderson, John Anderson, Danny Anderson, Peter Anderson – Louies ældre brødre, som man aldrig ser i fuld figur.
- Mr. Jensen, Earl Grunewald, Gus Williams – Louies naboer.

## Episode liste

### Sæson 1
1. A Christmas Surprise for Mrs. Stillman
2. Dad Gets Canned
3. Lake Winnibigoshish
4. Raindrops Keep Falling on My Bed
5. A Fish Called Pepper
6. Behind Every Good Coach
7. Alive! Miracle in Cedar Knoll, Wisconsin
8. Pains, Grains, and Allergy Shots
9. The Fourth Thursday in November
10. Tracks of My Deers
11. When Cedar Knoll Freezes Over
12. A Fair to Remember
13. Born a Rambler Man

### Sæson 2
1. Caddy on a Hot Tin Roof
2. Summer of My Discontent
3. Anderson Ski Weekend
4. Roofless People
5. How to Succeed in Washington Without Really Trying
6. Mr. Anderson's Opus
7. An Anderson Dozen
8. Buzz Stop
9. For Pete's Sake
10. The Masked Chess Boy
11. The Good, the Bad, & the Glenns
12. Kazoo's Coming to Dinner
13. The Thank You Note

### Sæson 3
1. Louie's Gate
2. The Making of a President
3. Military Reunion
4. Go Packers
5. The Undergraduate
6. Louie's Harrowing Halloween
7. Mr. Louie's Wild Ride
8. Close Encounters of the Louie Kind
9. The Kiss is the Thing
10. Family Portrait
11. Blinded By Love
12. Do it or Donut
13. Project: Mother's Day
14. Alive! Miracle in Cedar Knoll, Wisconsin

## Merchandise
Adskilligt merchandise baseret på serien, er i USA blev udgivet, hvilket inkluderer videoer og episoderne på DVD, samt en bogserie for børn. Bogserien var baseret på diverse episoder fra serien og indeholdt 6 bøger i alt. Ingen af disse ting er blevet udgivet i Danmark.

## Priser
Serien vandt to Daytime Emmy Awards. Den har også vundet Humanitas Prize tre gange, der er mere end nogen anden animeret serie.